# Fußball-Weltmeisterschaft 1998/Paraguay
Dieser Artikel behandelt die paraguayische Fußballnationalmannschaft bei der Fußball-Weltmeisterschaft 1998.

## Qualifikation
| Kolumbien   | - | Paraguay    | 1:0 | Asprilla 53'                                           |
| Uruguay     | - | Paraguay    | 0:2 | Arce', Arístides Rojas 88'                             |
| Argentinien | - | Paraguay    | 1:1 | Batistuta 27' / Chilavert 42'                          |
| Paraguay    | - | Chile       | 2:1 | Gamarra 24', Rivarola 63' / Margas 22'                 |
| Paraguay    | - | Ecuador     | 1:0 | Benítez 24'                                            |
| Bolivien    | - | Paraguay    | 0:0 |                                                        |
| Venezuela   | - | Paraguay    | 0:2 | Benítez 6', Enciso 62'                                 |
| Paraguay    | - | Peru        | 2:1 | Rivarola 12', Arístides Rojas 40' / Pereda 33'         |
| Paraguay    | - | Kolumbien   | 2:1 | Galeano 30' (Eigentor), Soto 82' / Serna 80'           |
| Paraguay    | - | Uruguay     | 3:1 | Arístides Rojas 37', Cardozo 73', Soto 83' / Silva 87' |
| Paraguay    | - | Argentinien | 1:2 | Acuña 59' / Gallardo 30', Verón 41'                    |
| Chile       | - | Paraguay    | 2:1 | Zamorano 9' 51' / Brizuela 61'                         |
| Ecuador     | - | Paraguay    | 2:1 | Aguinaga 53', Graziani 72' / Báez 5'                   |
| Paraguay    | - | Bolivien    | 2:1 | Benítez 26', Gamarra 37' / Suárez 58'                  |
| Paraguay    | - | Venezuela   | 1:0 | Torres 68'                                             |
| Peru        | - | Paraguay    | 1:0 | Soto 37'                                               |

## Paraguayisches Aufgebot
| Nr.               | Name                   | Verein vor WM-Beginn       | Geburtstag | Spiele   | Tore     |          |          |
| Torhüter          | Torhüter               | Torhüter                   | Torhüter   | Torhüter | Torhüter | Torhüter | Torhüter |
| ----------------- | ---------------------- | -------------------------- | ---------- | -------- | -------- | -------- | -------- |
| 1                 | José Luis Chilavert    | CA Vélez Sarsfield         | 27.07.1965 | 4        | 0        | 1        | 0        |
| 12                | Danilo Aceval          | Unión de Santa Fe          | 15.09.1975 | 0        | 0        | 0        | 0        |
| 22                | Rubén Ruiz Díaz        | CF Monterrey               | 11.11.1969 | 0        | 0        | 0        | 0        |
| Abwehrspieler     |                        |                            |            |          |          |          |          |
| 2                 | Francisco Arce         | SE Palmeiras               | 02.04.1971 | 3        | 0        | 2        | 0        |
| 3                 | Catalino Rivarola      | Grêmio Porto Alegre        | 30.04.1965 | 0        | 0        | 0        | 0        |
| 4                 | Carlos Gamarra         | SC Corinthians Paulista    | 17.02.1971 | 4        | 0        | 0        | 0        |
| 5                 | Celso Ayala            | River Plate                | 20.08.1970 | 4        | 1        | 1        | 0        |
| 11                | Pedro Sarabia          | River Plate                | 05.07.1975 | 4        | 0        | 0        | 0        |
| 14                | Ricardo Rojas          | Estudiantes de La Plata    | 26.01.1971 | 0        | 0        | 0        | 0        |
| 20                | Denis Caniza           | Club Olimpia               | 29.08.1974 | 4        | 0        | 0        | 0        |
| Mittelfeldspieler |                        |                            |            |          |          |          |          |
| 6                 | Edgar Aguilera         | Club Cerro Porteño         | 28.07.1975 | 0        | 0        | 0        | 0        |
| 7                 | Julio César Yegros     | CD Cruz Azul               | 31.01.1971 | 4        | 0        | 0        | 0        |
| 8                 | Arístides Rojas        | Unión de Santa Fe          | 01.08.1970 | 3        | 0        | 1        | 0        |
| 10                | Roberto Acuña          | Real Saragossa             | 25.03.1972 | 4        | 0        | 0        | 0        |
| 13                | Carlos Paredes         | Club Olimpia               | 16.07.1976 | 4        | 0        | 0        | 0        |
| 16                | Julio César Enciso     | Internacional Porto Alegre | 05.08.1974 | 4        | 0        | 1        | 0        |
| 19                | Carlos Morales         | CA Gimnasia de Jujuy       | 04.11.1968 | 1        | 0        | 0        | 0        |
| 21                | Jorge Campos           | Beijing Guoan              | 11.08.1970 | 3        | 0        | 0        | 0        |
| Stürmer           |                        |                            |            |          |          |          |          |
| 9                 | José Cardozo           | Deportivo Toluca           | 19.03.1971 | 3        | 1        | 0        | 0        |
| 15                | Miguel Ángel Benítez   | Espanyol Barcelona         | 19.05.1970 | 4        | 1        | 2        | 0        |
| 17                | Hugo Brizuela          | Argentinos Juniors         | 08.02.1969 | 1        | 0        | 0        | 0        |
| 18                | César Ramírez          | Sporting Lissabon          | 24.03.1977 | 2        | 0        | 0        | 0        |
| Trainer           |                        |                            |            |          |          |          |          |
|                   | Paulo César Carpegiani |                            | 07.02.1949 |          |          |          |          |

## Spiele der paraguayischen Mannschaft

### Vorrunde
- Paraguay –  Bulgarien 0:0 (0:0)

Stadion: Stade de la Mosson (Montpellier)
Zuschauer: 27.650
Schiedsrichter: al-Zaid (Saudi-Arabien)
- Spanien –  Paraguay 0:0 (0:0)

Stadion: Stade Geoffroy-Guichard (Saint-Étienne)
Zuschauer: 30.600
Schiedsrichter: McLeod (Südafrika)
- Nigeria –  Paraguay 1:3 (1:1)

Stadion: Stade de Toulouse (Toulouse)
Zuschauer: 33.500
Schiedsrichter: Un-prasert (Thailand)
Tore: 0:1 Ayala (1.), 1:1 Oruma (11.), 1:2 Benítez (59.), 1:3 Cardozo (86.)
In der „Todesgruppe“ D setzte sich für die, vor dem Turnier wieder einmal favorisierten, Spanier mit dem frühen Ausscheiden eine grausame Tradition fort. Nachdem sie gegen Nigeria stark begannen hatten, kippte das Spiel u. a. durch ein Eigentor und Sunday Oliseh führte in einer Klassepartie die Nigerianer zum Sieg. Dagegen trennten sich Bulgarien und Paraguay mit 0:0. Mit einem 1:0 über Bulgarien bestätigten die Nigerianer, dass sie keine Eintagsfliege waren. Paraguay erkämpfte erneut ein 0:0 und den spanischen Fans schwante Böses. Obwohl die Spanier in ihrem dritten Gruppenspiel eine überragende Leistung boten und den Deutschlandbezwinger von 1994 mit 6:1 schlugen, schieden sie schließlich doch aus, da Paraguay überraschend gegen die mittlerweile als Geheimfavoriten gehandelten Nigerianer siegte.

### Achtelfinale
| 38.100 | Stade Félix Bollaert (Lens) | Frankreich | Paraguay | Bujsaim (VAE) | 1:0 n.GG (0:0, 0:0) | 1:0 Blanc (113.) |

Glanzlos gewann Frankreich, das auch noch die Verlängerung benötigte, um Paraguay zu bezwingen.